# Harpasa
Harpasa (en llatí Harpasa, en grec antic Ἅρπασα) era una ciutat de Cària, a la vora del riu Harpasos, propera a la seva unió amb el riu Meandre. En parlen Claudi Ptolemeu, Esteve de Bizanci, Plini el Vell i el geògraf Hièrocles. Actualment és una Diòcesi titular.
L'actual vila d'Arpaz i el seu castell en ruïnes, (Arpaz Kalesi), al districte de Nazilli, han preservat el seu antic nom.